# Lilac (ferry)
Le Lilac (らいらっく, Rairakku) est un ferry de la compagnie japonaise Shin Nihonkai Ferry. Construit entre 2001 et 2002 aux chantiers IHI de Yokohama, il navigue depuis avril 2002 sur les liaisons reliant les îles d'Honshū et d'Hokkaidō par la mer du Japon.

## Histoire

### Origines et construction
Au début des années 2000, la compagnie Shin Nihonkai Ferry commence à se pencher sur le remplacement des jumeaux New Hamanasu et New Shirayuri, alors en service entre Niigata et Otaru. Ces navires, de conception ancienne, ne correspondent plus aux standards de la compagnie en matière de confort insaturés à la fin des années 1980 avec le New Akashia et confirmés par les mises en service successive des Ferry Azalea et Ferry Shirakaba en 1994 puis des Suzuran et Suisen en 1996. Il convient donc pour Shin Nihonkai de poursuivre le renouvellement de sa flotte en alignant de nouveaux navires proposant une qualité de service et un confort homogène. Ces nouvelles unités sont alors prévues pour naviguer entre Niigata et Otaru en remplacement des Ferry Azalea et Ferry Shirakaba qui se substitueront quant à eux au New Hamanasu et au New Shirayuri  sur la ligne reliant Tomakomai aux ports de Tsuruga, Niigata et Akita.  
Commandés auprès du constructeur IHI à l'instar de leurs prédécesseurs, les futurs navires, baptisés Lilac et Yuukari, sont conçus de manière similaire à celle du Ferry Azalea et du Ferry Shirakaba. Prévus pour être plus longs avec une longueur d'environ 200 mètres, leur largeur est cependant ramenée à 26 mètres, ce qui a pour conséquence une capacité d'emport revue à la baisse avec 890 passagers, une cinquantaine de véhicules et 140 remorques. Les installations dédiées aux passagers s'inscrivent dans la continuité des précédents navires avec des locaux organisés de manière sensiblement identique. Une nouveauté apparaît toutefois avec l'adaptation de ces locaux de manière à les rendre accessibles aux personnes à mobilité réduite comme le stipule une nouvelle loi votée en novembre 2000. À l'inverse des Suzuran et Suisen, capables de naviguer à plus de 30 nœuds, la vitesse des nouvelles unités est fixée à 22 nœuds. 
La construction du Lilac débute le 27 juin 2001 à Yokohama et le navire est ensuite lancé le 20 septembre suivant. La construction se poursuit durant environ six mois, puis le navire est livré à Shin Nihonkai le 29 mars 2002.

### Service
Le Lilac est mis en service le 5 avril 2002 entre Niigata et Otaru. 
Le 7 novembre 2005 vers 4h15, par vent violent de force 8, le navire entre en collision avec le bateau de pêche Katsuramaru 38 et le cargo Stevon 1 dans le port d'Otaru, occasionnant des dégâts matériels mineurs. Les deux navires heurtés par le car-ferry avaient été évacués de leurs équipages en raison des conditions météorologiques.
En 2017, le Lilac et son jumeau sont remplacés par les nouveaux Lavender et Azalea entre Niigata et Otaru. Les deux navires sont alors déplacés sur la ligne Tsuruga - Niigata - Akita - Tomakomai.

## Aménagements
Le Lilac possède 8 ponts. Si le navire s'étend en réalité sur 9 ponts, deux d'entre eux sont inexistants au niveau des garages afin de permettre au navire de transporter du fret. Du point de vue commercial, la numérotation des ponts débute à partir du pont garage inférieur (correspondant au pont 1). Les locaux passagers occupent les ponts 3, 4 et 5 tandis que l'arrière du pont 3 est consacré à l'équipage. Les ponts 1, et 2 et 3 abritent quant à eux les garages.

### Locaux communs
Les installations du Lilac se situent pour la plupart à l'arrière du pont 4. Les passagers ont à leur disposition un restaurant, un grill, un café ainsi qu'un espace extérieur. 
Parmi les installations se trouve :
- Le café Habana : le bar principal du navire situé au milieu du pont 4 ;
- Le restaurant Tahiti : restaurant du navire situé à la poupe au pont 4 ;
- Le grill Sounion : situé à tribord au niveau de la promenade interne, d'une capacité de 42 personnes.
- Le salon La Plage : situé à l'avant au pont 4, offre une vue sur la navigation.
- Le fumoir Submarine : salon fumeur situé à l'avant au pont 3.

En plus de ces principaux aménagements, le navire propose également sur le pont 5 une salle de télécinéma, sur le pont 4 deux bains publics (appelés sentō), l'un pour les hommes, l'autre pour les femmes à tribord, une boutique, une salle de jeux vidéos ainsi qu'une salle de sport.

### Cabines
À bord du Lilac, les cabines sont répartis en quatre catégories selon le niveau de confort. Ainsi, le navire est équipé de quatre suites d'une capacité de quatre personnes, 20 cabines luxe à deux de catégorie A, 10 cabines luxe de catégorie B à deux, 44 cabines standards à quatre de catégorie B et 30 à deux, 36 compartiments non mixtes, 21 de catégorie A ainsi que 10 dortoirs.

## Caractéristiques

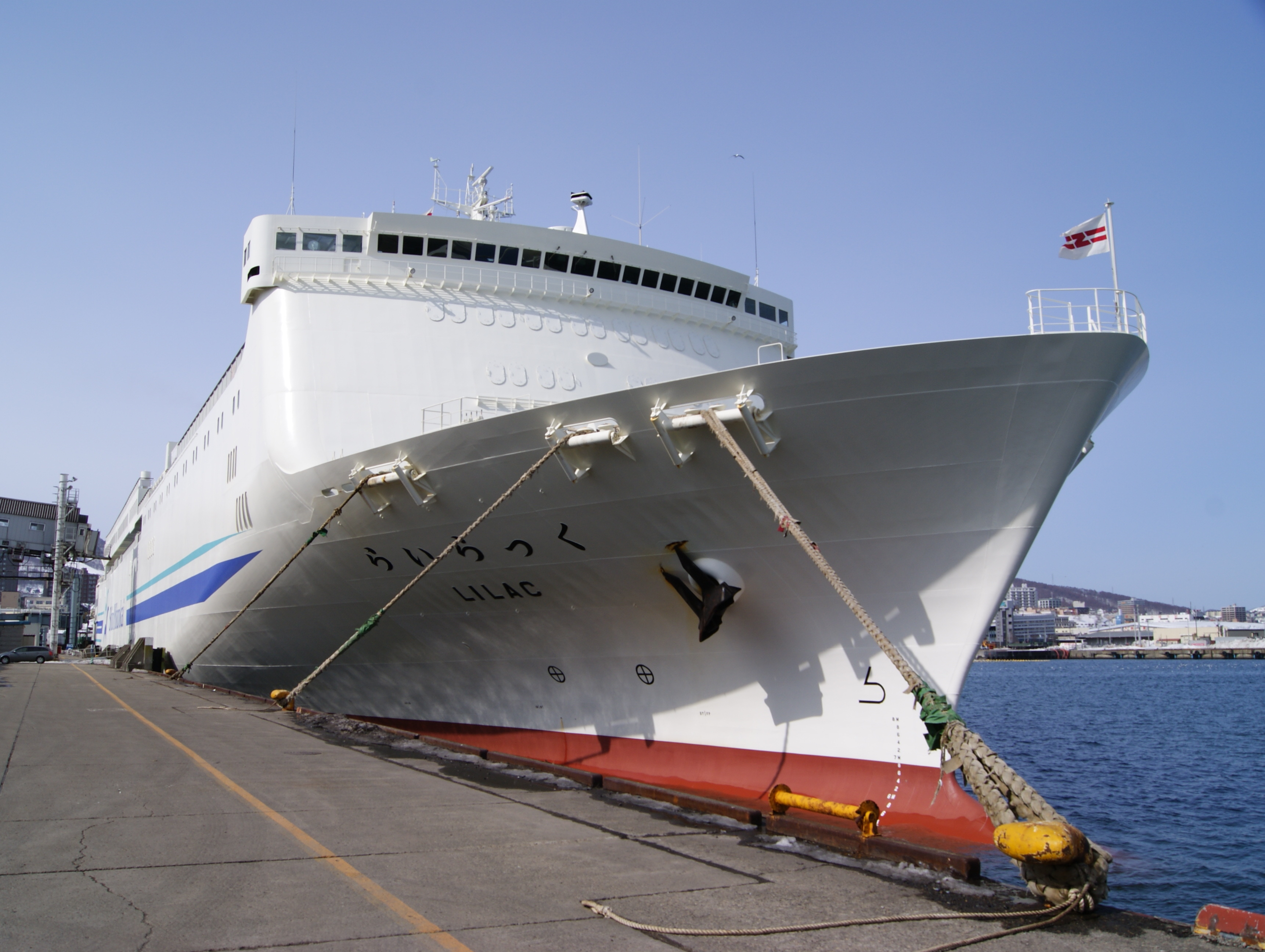
L‘étrave du Lilac.

Le Lilac mesure 199,90 mètres de long pour 26,50 mètres de large, son tonnage est de 18 229 UMS (ce qui n'est pas exact, le tonnage des car-ferries japonais étant défini sur des critères différents). Il pouvait à l'origine embarquer 892 passagers avant que sa capacité ne soit ramenée à 846 en 2017. Il possède un spacieux garage pouvant embarquer 146 remorques et 58 véhicules. Le garage est accessible par l'arrière au moyen de deux portes rampe latérales, l'une à tribord au niveau du garage inférieur et l'autre à tribord au niveau du garage supérieur et d'une rampe axiale. La propulsion du Lilac est assurée par deux moteurs diesel DU-Pielstick 8PC40 développant une puissance de 21 200 kW entrainant deux hélices à pas variables faisant filer le bâtiment à une vitesse de 22,5 nœuds. Il est en outre doté de deux propulseurs d'étrave, un propulseur arrière ainsi qu'un stabilisateur anti-roulis. Les dispositifs de sécurité sont essentiellement composés de radeaux de sauvetage mais aussi d'une embarcation semi-rigide de secours.

## Lignes desservies
De 2002 à 2017, le Lilac était affecté principalement entre Niigata et Otaru. Il dessert depuis 2017 la ligne Tsuruga - Niigata - Akita - Tomakomai.